# Prasophyllum perangustum
Prasophyllum perangustum är en orkidéart som beskrevs av David Lloyd Jones. Prasophyllum perangustum ingår i släktet Prasophyllum och familjen orkidéer.
Artens utbredningsområde är Tasmanien. Inga underarter finns listade i Catalogue of Life.